# Charles Albert Plumley

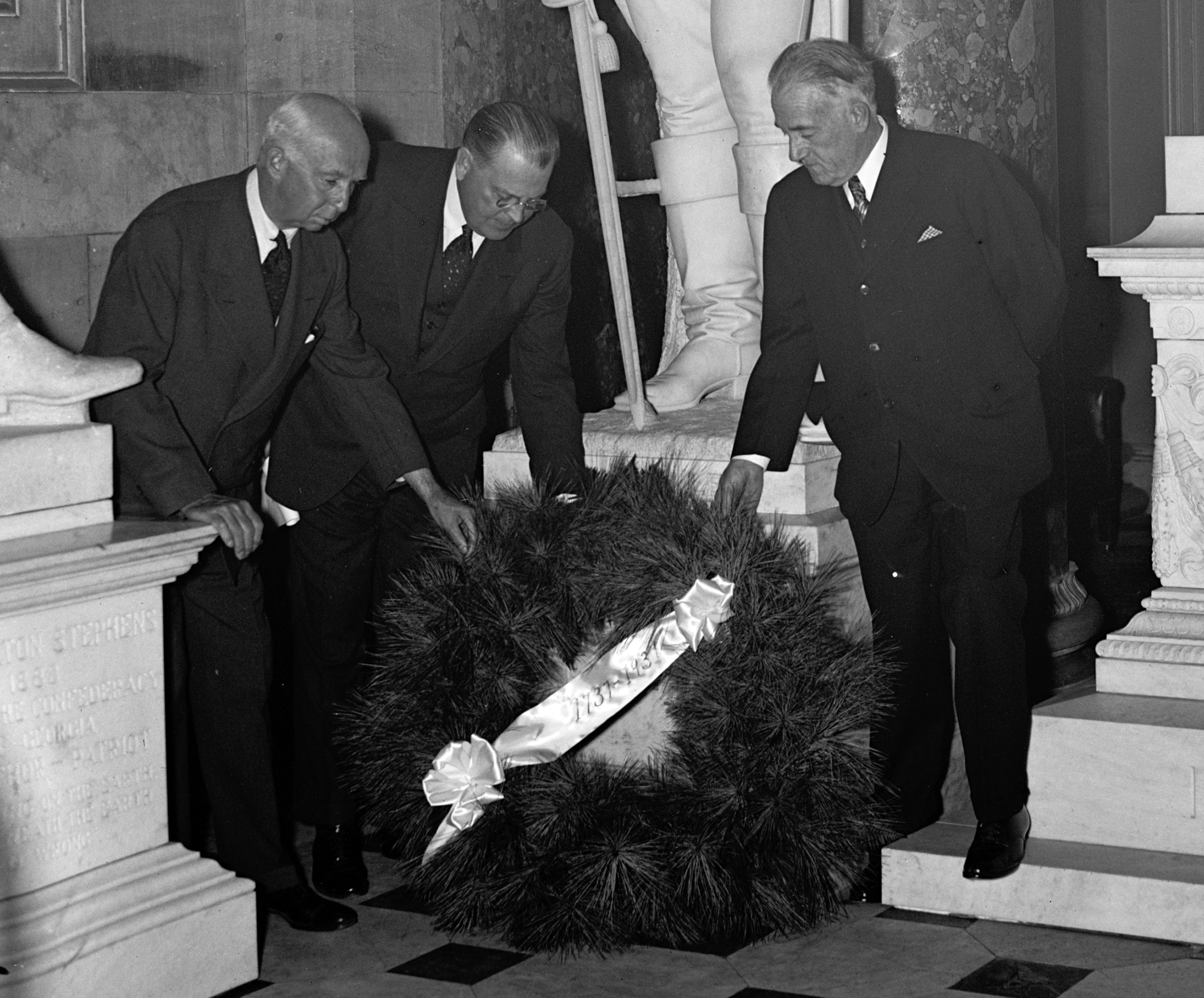
Charles Albert Plumley (rechts) bei einer Kranzniederlegung anlässlich des 200. Geburtstages von Ethan Allen mit den beiden US-Senatoren aus Vermont, Ernest Gibson (links) und Warren Austin am 11. Januar 1937.

Charles Albert Plumley (* 14. April 1875 in Northfield, Washington County, Vermont; † 31. Oktober 1964 in Barre, Vermont) war ein US-amerikanischer Politiker. Zwischen 1934 und 1951 vertrat er den Bundesstaat Vermont im US-Repräsentantenhaus.

## Werdegang
Charles Plumley war der Sohn von Frank Plumley (1844–1924), der zwischen 1909 und 1915 ebenfalls Kongressabgeordneter aus Vermont war. Er besuchte die öffentlichen Schulen seiner Heimat und danach bis 1896 die Norwich University in Northfield. Im Jahr 1894 war er stellvertretender Sekretär des Senats von Vermont. Zwischen 1896 und 1900 war Plumley Lehrer und Schulrat in seiner Geburtsstadt Northfield. Anschließend war er von 1900 bis 1910 in der Verwaltung des Repräsentantenhauses von Vermont angestellt. Im Jahr 1901 war er aktives Mitglied der Nationalgarde des Staates, danach gehörte er deren Reserve als Oberst an.
Nach einem Jurastudium und seiner 1903 erfolgten Zulassung als Rechtsanwalt begann Plumley in Northfield in seinem neuen Beruf zu praktizieren. Im Jahr 1906 war er auch Sekretär einer gemischten Kommission mit amerikanischen, französischen und venezolanischen Mitgliedern. Plumley war Mitglied der Republikanischen Partei. Zwischen 1912 und 1915 war er Abgeordneter im Repräsentantenhaus von Vermont und auch dessen Präsident. Von 1912 bis 1919 amtierte er als Steuerbeauftragter seines Staates. In den Jahren 1919 und 1920 arbeitete er für eine Gummifabrik in Akron (Ohio). Nach seiner Rückkehr nach Vermont fungierte Plumley zwischen 1920 und 1934 als Präsident der Norwich University. In den Jahren 1936 und 1940 war er bei der Verwaltung als Reading Clerk der jeweiligen Republican National Conventions tätig. Damals stieg er auch in das Bankgewerbe ein.
Nach dem Rücktritt des Kongressabgeordneten Ernest Gibson, der in den US-Senat wechselte, wurde Plumley in der fälligen Nachwahl zu dessen Nachfolger im US-Repräsentantenhaus gewählt. Nachdem er bei den acht folgenden regulären Kongresswahlen jeweils in seinem Mandat bestätigt wurde, konnte er zwischen dem 16. Januar 1934 und dem 3. Januar 1951 im Kongress verbleiben. Dort erlebte er die Überwindung der Weltwirtschaftskrise und den Zweiten Weltkrieg. Im Jahr 1950 verzichtete Plumley auf eine weitere Kandidatur.
Nach dem Ende seiner Zeit im Kongress zog sich Charles Plumley aus der Politik zurück und arbeitete wieder als Rechtsanwalt. Er starb im Jahr 1964 in Barre und wurde in Northfield beigesetzt.